# 松岘站
松峴站（：／ Songhyeon yeok */?）是大邱地鐵1號線沿線的一座地下車站，位於韓國大邱廣域市达西区松峴洞，韓語副站名為「嬋周恩醫院」（참조은병원）。

## 車站結構
站體為2面2線側式月台的地下車站，候車月台設有月台幕門，並有4處出口。

### 月台配置
| 月村 ↑       |
| \| 上        |
| ↓ 西部客運站 |

| 月台 | 路線               | 目的地                   |
| ---- | ------------------ | ------------------------ |
| 上行 | ●大邱都市铁道1号线 | 上仁、辰泉、舌化椧谷方向 |
| 下行 | ●大邱都市铁道1号线 | 半月堂、中央路、安心方向 |

## 歷史
- 1997年11月26日：落成啟用。

## 車站周邊
- 嬋周恩醫院
- 大邱工業大學（朝鲜语：대구공업대학교）
- 松峴女子中學
- 松峴市場
- 松峴公園
- 大邱銀行松峴站分行
- 韓國社區信用合作社聯合社（朝鲜语：새마을금고）松峴支社
- 松峴1洞治安中心
- 天主教大邱總教區松峴聖堂

## 圖片

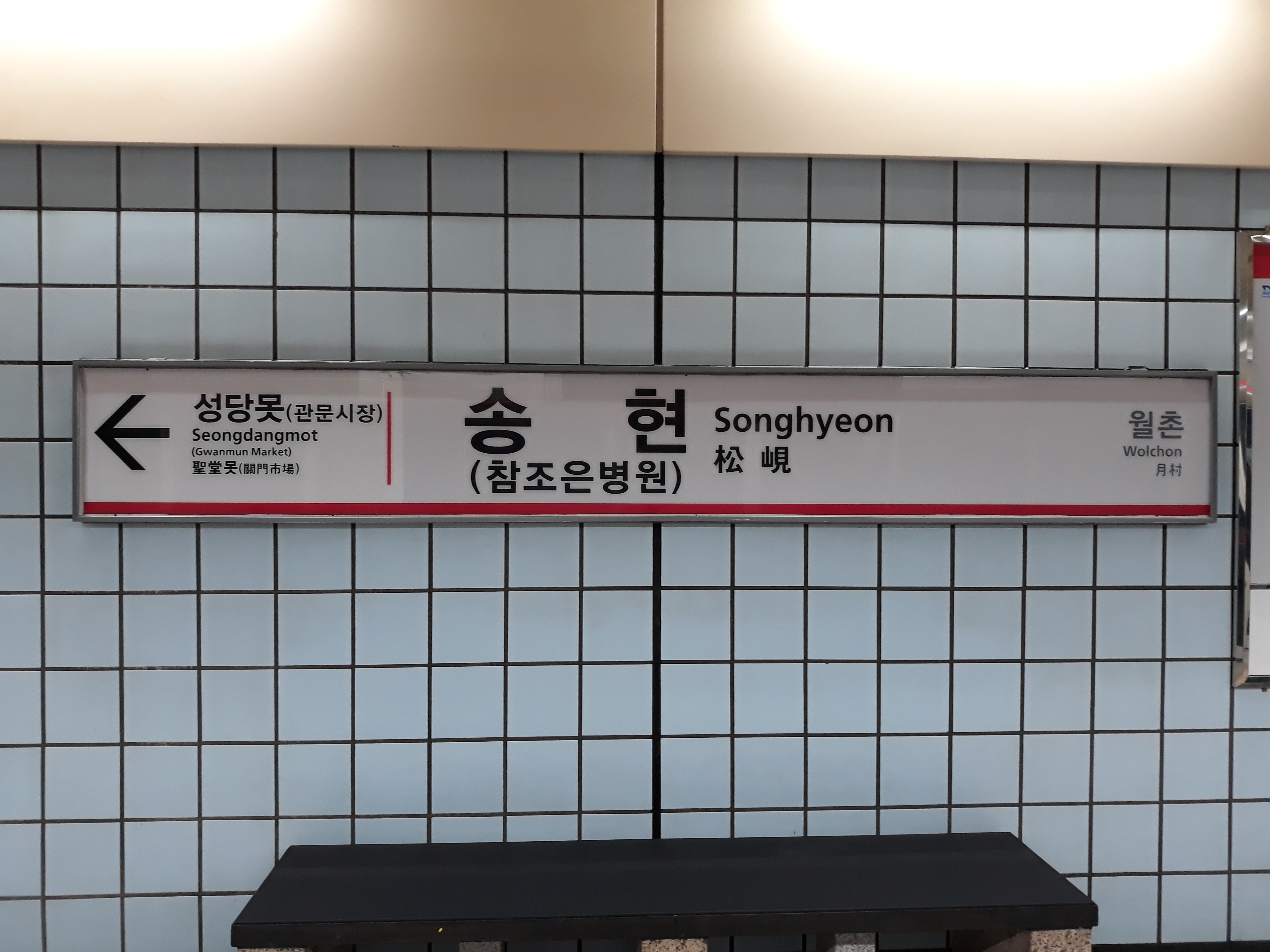
站名牌
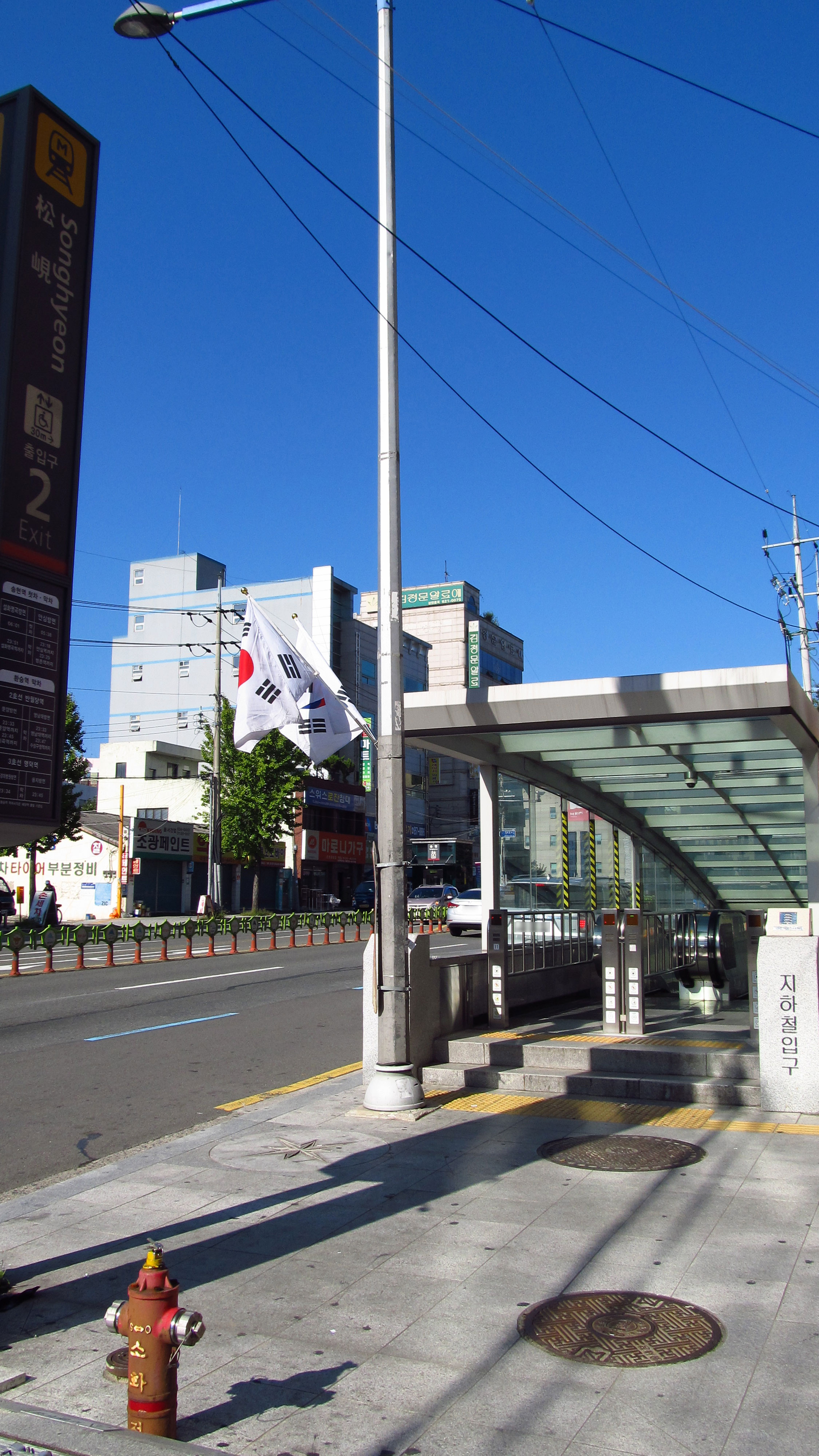
2號出口

## 相鄰車站
大邱都市鐵道公社
●大邱都市铁道1号线
月村（121）－松峴（122）－西部客運站（123）